# Remparts d'argile
Remparts d'argile è un film del 1971 diretto da Jean-Louis Bertuccelli.